# We Are Family
We Are Family è un brano musicale del 1979 del gruppo musicale R&B Sister Sledge, composto e prodotto da Bernard Edwards e Nile Rodgers.

## Storia
Rodgers ed Edwards offrirono inizialmente la canzone all'etichetta Atlantic Records. All'inizio la Atlantic rifiutò di pubblicare il brano come singolo, pur inserendolo nell'album We Are Family delle Sister Sledge. Il brano ottenne una grossa popolarità, soprattutto grazie all'airplay radiofonico e ne fu finalmente pubblicata una versione in vinile a giugno, che ottenne un disco d'oro e la prima posizione delle classifiche Billboard Pop e R&B.

## Popolarità
We Are Family divenne nel 1979 anche l'inno della squadra di baseball dei Pittsburgh Pirates, che quell'anno vinse la World Series.
La canzone fu anche inserita nel videogioco Karaoke Revolution Volume 2, nella colonna sonora del film del 1996 Piume di struzzo, con Robin Williams e Nathan Lane ed in quella di Mission Impossible 3 con Tom Cruise. In Italia il brano ha accompagnato la campagna pubblicitaria televisiva della Vodafone e della WindTre e nel 2022 è stato usato come sigla del programma Affari tuoi. 
Nel 1993 ne fu pubblicato un remix nel Regno Unito intitolata Sure Is Pure Remix Edit, il cui successo superò quello del singolo originale, raggiungendo la posizione numero cinque e rimanendo il terzo più grande successo delle Sister Sledge nel Regno Unito, dopo Frankie e il remix di Lost in Music.
Nel dicembre 2007, il brano è stato inserito nella Grammy Hall of Fame.

## Cover
Fra gli artisti che hanno registrato una cover del brano, si possono ricordare Jordan Pruitt, le Spice Girls, The Corrs, le Babes in Toyland, una versione rap intitolata Celebration Rap, che campionava la base di We Are Family, pubblicata dal duo olandese Mc Miker G and DJ Swen nel 1986, e più recentemente le Fifth Harmony.
Inoltre, Rodgers nel 2001 organizzò una nuova registrazione del brano per raccogliere fondi in favore delle vittime degli attacchi dell'11 settembre 2001. Lo stesso Rodgers ha prodotto una versione del brano interpretata dai personaggi dei cartoni animati SpongeBob e Sesame Street, trasmessa da Disney Channel, Nickelodeon e PBS.
Gli Home Made Kazoku hanno fatto una loro versione nel 2007, messa nel loro 5º album Familia.

## Tracce
7" Single Cotillion COT 11 293
1. We Are Family - 3:23
2. Easier To Love - 5:00

## Classifiche
| Classifica (1979)                 | Posizione più alta |
| --------------------------------- | ------------------ |
| Svizzera                          | 6                  |
| Francia                           | 95                 |
| Paesi Bassi                       | 16                 |
| Regno Unito                       | 8                  |
| U.S Billboard Black Singles       | 1                  |
| U.S Billboard Hot Club Dance Play | 1                  |
| U.S Billboard Hot 100             | 2                  |